# Mortagne-au-Perche
Mortagne-au-Perche is een gemeente in het Franse departement Orne (regio Normandië). De plaats is de onderprefectuur van het arrondissement Mortagne-au-Perche. De gemeente telde 3.857 inwoners op 1 januari 2022.

## Geschiedenis
Mortagne is ontstaan als een versterkte plaats op een heuvel. Mortagne was de residentie van de graven van Perche. In 1203 werd begonnen met de bouw van de kapittelkerk. Een eerste burcht werd vervangen door het Fort Toussaint, dat drie poorten en verschillende torens had. Dit werd zwaar beschadigd tijdens de Honderdjarige Oorlog. Graaf Jan I van Alençon liet het fort herstellen en liet een tweede omwalling aanleggen. Deze stadsmuur had vijf poorten en een twintigtal torens. Aan het begin de 16e eeuw raakte het fort in onbruik en het werd verkocht aan particulieren. De kerk Notre-Dame kwam op de plaats van de kapel en de hoofdtoren van het Fort Toussaint. Tijdens de Hugenotenoorlogen werd de stad slag om slinger veroverd door de strijdende partijen. Onder koning Lodewijk XIII in 1610 werd de omwalling nog versterkt, maar daarna viel ze in onbruik.
Door de handel en de rol als bestuurlijk centrum kende de stad voorspoed in de 18e eeuw. Na de Franse Revolutie werd de stad een onderprefectuur. De kapittelkerk werd afgebroken in 1796 en enkel de crypte en het huis van de deken van het kapittel bleven bewaard. In 1822 werd een markthal gebouwd waar graan en textiel werden verhandeld.

## Geografie
De oppervlakte van Mortagne-au-Perche bedroeg op 1 januari 2022 8,6 vierkante kilometer; de bevolkingsdichtheid was toen 448,5 inwoners per km².
De onderstaande kaart toont de ligging van Mortagne-au-Perche met de belangrijkste infrastructuur en aangrenzende gemeenten.

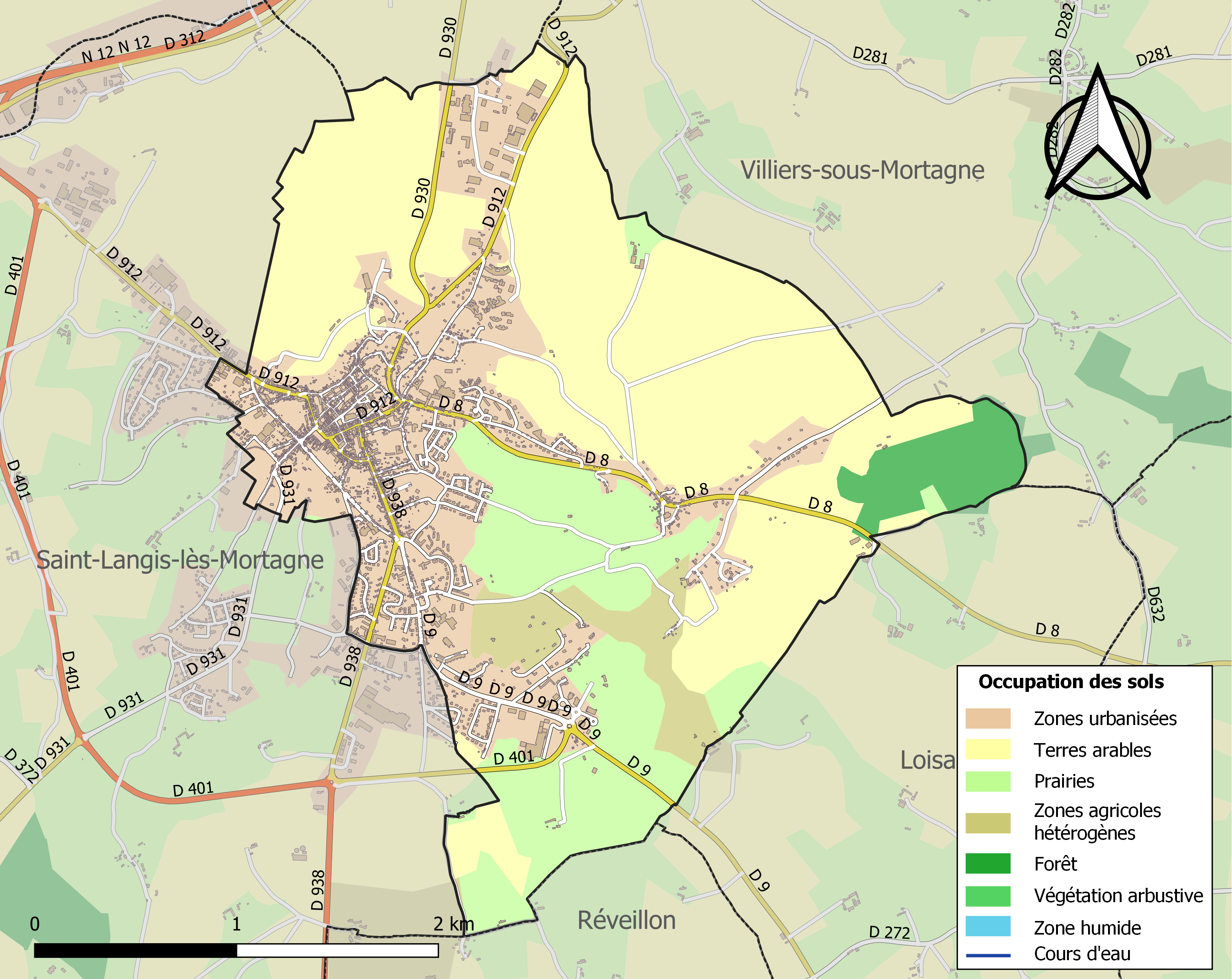

## Demografie
Onderstaande figuur toont het verloop van het inwonertal (bron: INSEE-tellingen).

## Bezienswaardigheden
- Kerk Notre-Dame
- Porte Saint-Denis (13e eeuw), poort van het Fort Toussaint
- Crypte Saint-André, 13e-eeuwse crypte van de verdwenen kapittelkerk
- Hôtel Crestien de Galais, gemeentehuis

## Geboren in Mortagne-au-Perche
- Alain (1868-1951), filosoof, journalist en leraar
- Roger Johan (1902-1993), bisschop
- Marie Glory (1905-2009), actrice

## Partnergemeente
Er bestaat een jumelage met Wietmarschen, gelegen nabij de Nederlandse grens bij Nordhorn, in Duitsland.